# Synaptola mutica
Synaptola mutica là một loài bọ cánh cứng trong họ Cerambycidae.